# Desert Eagle
Desert Eagle («Пустельний орел», «Israeli Desert Eagle») — напівавтоматичний пістолет калібру до 12,7 мм. Позиціюється як мисливська зброя для цивільних осіб. Був розроблений в 1983 році в США компанією Magnum Research з подальшим доопрацюванням ізраїльською компанією Israel Military Industries; зараз виробляється в Ізраїлі компанією Israel Military Industries. Завдяки своїй величині його часто використовують у кінострічках, в телевізійних постановках та в комп'ютерних іграх.

## Загальний опис
З технічного погляду, Desert Eagle побудований за схемою, характерною не для пістолетів, а для важчої зброї. В Desert Eagle використано принцип газовідводу для перезаряджання патрона (крім Desert Eagle за принципом відводу газів працює тільки один пістолет — Wildey Magnum). Газовідвідна трубка розташована під цівкою, гарячий газ виводиться безпосередньо до затворної рами. Замикання здійснюється поворотом личинки затвора. Взагалі механізм газовідвід дуже сильно нагадує механізм самозарядний карабін Ruger Mini-14, а затвор і замикання бойовими упорами (личинками) — механізм штурмової гвинтівки M16.
За рахунок газовідвідної трубки цівка Desert Eagle виглядає масивніше. Також, через необхідність в просторі для руху затворної рами, пістолет вийшов дуже довгим. Крім великої довжини, недоліком газовідвідного механізму є вимога використання набоїв з кулями в мідній оболонці (т. зв. експансивні кулі), через можливість забиття газовідвідного каналу розплавленим свинцем.
На сьогодні жодна армійська чи внутрішня військова частини не використовують Desert Eagle як штатну зброю. Причиною цього є велика маса пістолета (близько 2,5 кг) та вибагливість щодо умов користування та обслуговування (навіть найменша кількість піску чи пилу може повністю вивести Desert Eagle з ладу), а також високий рівень шуму та дуже сильні спалахи при пострілі.
Використання газовідвідного механізму дозволило застосовувати потужніші набої, ніж ті, які зазвичай використовують у напівавтоматичних (самозарядний) пістолетах. Використання потужних набоїв калібру .50 АЕ (12,7 х 32,6 мм) робить Desert Eagle конкурентоспроможними в тих галузях, які раніше безроздільно були зайняті револьверами.

## Використовувані бойові припаси
Типи набоїв:
- .357 Magnum
- .44 Magnum
- .440 Cor-bon
- .41 Magnum
- .50 Action Express

## Desert Eagle у масовій культурі
Desert Eagle присутній у багатьох фільмах та відеоіграх як надзвичайно потужний пістолет — так звана «ручна гармата» (англ. Handcannon).

### У кінематографі
- Адреналін
- Адреналін 2: Висока напруга
- Командо
- Матриця — особиста зброя агентів.
- Оселя зла: Апокаліпсис — парні пістолети використовують Ел-Джей та Карлос Олівейра.
- Оселя зла: Вимирання — використовує Ел-Джей.
- Оселя зла: Потойбічне життя — парні пістолети використовує головний злодій фільму, Альберт Вескер.
- Дедпул та Дедпул 2 — парні пістолети під набої .50 АЕ є особистою зброєю Дедпула.
- Жінка-кішка — зброя одного із грабіжників.
- Червона спека — модифікований пістолет є зброєю головного героя, Івана Данко. У фільмі називається «Подберін 9.2 мм».
- Куш — зброя кіллера, Тонні на призвісько «куля в зубах».

### У відеоіграх
- Killing Floor — зброя перку Снайпер.
- Killing Floor 2 — зброя перків Снайпер (тільки 1 пістолет) та Стрілець (1 або 2 пістолети).
- Resident Evil 2 — доступний у кампанії Леона.
- Resident Evil 5 — у грі називається Lighting Hawk (укр. Блискавичний Яструб). Місткість магазина ігрової версії — від 5 до 8 набоїв (залежно від покращення).
- Resident Evil: Operation Raccoon City — у грі називається Lighting Hawk (укр. Блискавичний Яструб).
- Серія ігор Max Payne
- Серія ігор Grand Theft Auto
- Серія ігор Counter-Strike
- Серія ігор S.T.A.L.K.E.R. — під назвою «Чорний яструб»
- Payday 2 — у грі називається Deagle (сленгова назва пістолета у гравців (Counter-Strike). шляхом встановлення 10-дюймового ствола перетворюється на спортивний варіант. Місткість магазина ігрової версії пістлолета — 10 або 18 (після встановлення збільшеного магазина) набоїв.
- Postal 2
- The Fall: Last Days of Gaia
- Hotline Miami — зброя Батька, голови російської мафії.
- Left 4 Dead 2 — у грі називається Магнум.
- Enter the Gungeon — у грі називається Dungeon Eagle (укр. Підземний Орел). Якщо пістолет «зарядити» (затиснути клавішу вогню), він вистрілить більшою кулею, яка наносить підвищені пошкодження.
- Tom Clancy's Rainbow Six Siege — вторинна зброя підрозділу Navy SEAL.
- Серія ігор Call of Duty: Modern Warfare — використовується в деяких місіях людьми Макарова, з лазерним прицілом.
- Fortnite — наносить великі пошкодження. Англійська назва «Handcannon», російська — «Тяжёлый пистолет».
- Spec ops the Line - зброя в арсеналі Мартіна Уокера.